# Mariner 6 e 7
Mariner 6 e 7 furono due missioni NASA compiute nel 1969 nell'ambito del programma Mariner.
L'obiettivo delle missioni era studiare la superficie e l'atmosfera di Marte durante gli avvicinamenti (a 3.430 chilometri dalla superficie).
Le sonde scattarono 198 fotografie, coprendo circa il 20% della superficie del pianeta.

## Mariner 6
Compì un fly-by intorno a Marte, scattando 75 foto.

## Mariner 7
Compì un fly-by intorno al pianeta Rosso, scattando 126 foto.